# ATC code D01
ATC code D01 ضد قارچ‌ها جهت استفاده در بیماری‌های پوست زیرگروهی درمانی از سیستم طبقه‌بندی شیمیایی درمانی آناتومیک است. این سیستمِ متشکل از کدهای حرفی‌عددی را سازمان جهانی بهداشت برای طبقه‌بندی داروها و سایر تولیدات پزشکی ایجاد کرده است. زیرگروه D01 جزوی از گروه آناتومیک D مرتبط به پوست و ضمائم است.

کدهای مورد استفاده در دامپزشکی (کدهای ATCvet) را می‌توان با گذاشتن حرف Q جلو کدهای انسانی ATC ایجاد کرد: مثلاً QD01. کدهای ATCvet که فاقد کدهای انسانی متناظر ATC هستند، در فهرست ذیل با حرف آغازین Q ذکر شده‌اند.
ممکن است نسخه‌های ملی از طبقه‌بندی ATC حاوی کدهای اضافه‌ای باشند که در این فهرست (نسخهٔ سازمان جهانی بهداشت) نیامده باشند.

## D01A Antifungals for topical use

### D01AAآنتی‌بیوتیک‌ها
D01AA01 نیستاتین
D01AA02 ناتامایسین
D01AA03 هاچیمایسین
D01AA04 پسیلوسین
D01AA06 مپارتریسین
D01AA07 پیرول نیترین
D01AA08 گریزئوفولوین
D01AA20 Combinations

### D01ACایمیدازولandتریازولderivatives
D01AC01 کلوتریمازول
D01AC02 میکونازول
D01AC03 اکونازول
D01AC04 کلورمیدازول
D01AC05 ایزوکونازول
D01AC06 تیابندازول
D01AC07 تیوکونازول
D01AC08 کتوکونازول
D01AC09 سولکونازول
D01AC10 بیفونازول
D01AC11 اکسی‌کونازول
D01AC12 فنتی‌کونازول
D01AC13 اوموکونازول
D01AC14 سرتاکونازول
D01AC15 فلوکونازول
D01AC16 فلوتریمازول
D01AC17 ابرکونازول
D01AC18 لولیکونازول
D01AC19 افیناکونازول
D01AC20 Imidazoles/triazoles in combination with کورتیکواستروئیدs
D01AC52 Miconazole, combinations
D01AC60 Bifonazole, combinations
QD01AC90 انیل‌کونازول

### D01AE Other antifungals for topical use
D01AE01 Bromochlorosalicylanilide
D01AE02 بنفش کریستال
D01AE03 Tribromometacresol
D01AE04 آندسیلنیک اسید
D01AE05 پلی‌نوکسیلین
D01AE06 2-(4-chlorphenoxy)-ethanol
D01AE07 کلروفنزین
D01AE08 Ticlatone
D01AE09 سولبنتین
D01AE10 اتیل‌پارابن
D01AE11 هالوپروگین
D01AE12 اسید سالیسیلیک
D01AE13 Selenium sulfide
D01AE14 سیکلوپیروکس
D01AE15 تربینافین
D01AE16 آمورولفین
D01AE17 دیمازول
D01AE18 تولنافتات
D01AE19 Tolciclate
D01AE20 Combinations
D01AE21 فلوسیتوزین
D01AE22 نافتیفین
D01AE23 بوتنافین
D01AE54 آندسیلنیک اسید, combinations
QD01AE91 Bronopol
QD01AE92 Bensuldazic acid

## D01B Antifungals for systemic use

### D01BA Antifungals for systemic use
D01BA01 گریزئوفولوین
D01BA02 تربینافین